# Пецоло (Лоди)
Пецоло је насеље у Италији у округу Лоди, региону Ломбардија.
Према процени из 2011. у насељу је живело 86 становника. Насеље се налази на надморској висини од 84 м.